# Морра-Де-Санктис
Морра-Де-Санктис (итал. Morra De Sanctis) — коммуна в Италии, располагается в регионе Кампания, в провинции Авеллино.
Население составляет 1408 человек (2008 г.), плотность населения составляет 47 чел./км². Занимает площадь 30 км². Почтовый индекс — 83040. Телефонный код — 0827.
Покровителем населённого пункта считается святой Рох.

## Демография
Динамика населения:

## Известные уроженцы и жители
- Франческо де Санктис (1817-1883) — итальянский литературный критик, философ, один из наиболее выдающихся теоретиков и специалистов итальянского языка и литературы XIX века.

## Администрация коммуны
- Официальный сайт: http://www.comune.morradesanctis.av.it/